# Österreichische Goethe-Gesellschaft
Die Österreichische Goethe-Gesellschaft wurde 1878 unter dem Namen Wiener Goethe-Verein als literarisch-wissenschaftliche Organisation mit Sitz in Wien als älteste Goethe-Gesellschaft im deutschen Sprachraum gegründet. Sie verfügt über eine Bibliothek im Stift Kremsmünster mit Goethe-Zentrum und Leseraum Julius Patzak.
Ziel war die Würdigung und Verbreitung Goethes im wissenschaftlichen Umfeld sowie die Errichtung des Wiener Goethe-Denkmals.
Heute organisiert die Gesellschaft Kulturveranstaltungen und gibt regelmäßig Publikationen heraus, darunter das Jahrbuch der Österreichischen Goethe-Gesellschaft, vormals Jahrbuch des Wiener Goethe-Vereins.

## Präsident
- 1878–1904 Karl von Stremayr
- 1904–1907 Wilhelm von Hartel
- 1907–1911 Jakob Minor
- 1911–1915 Gustav Marchet
- 1915–1920 Viktor Wilhelm Russ
- 1920–1936 Wilhelm Weckbecker
- 1936–1938 Robert Franz Arnold
- 1945–1958 Eduard Castle
- 1958–1959 Kurt Thomasberger
- 1959–1962 Ernst Prossinagg
- 1963–1974 Wilhelm Waldstein
- 1974–1977 Robert Mühlher
- 1978–1984 Conrad Lester
- seit 1984 Herbert Zeman

## Publikation
- Verlagsinformation zum Jahrbuch der Österreichischen Goethe-Gesellschaft